# Rhaphidostegium trachaelocarpum
Rhaphidostegium trachaelocarpum là một loài rêu trong họ Sematophyllaceae. Loài này được Kindb. mô tả khoa học đầu tiên năm 1891.